# Consell General de l'Oise
El Consell General de l'Oise és l'assemblea deliberant executiva del departament francès de l'Oise a la regió dels Alts de França. La seva seu es troba a Beauvais. Des de 2004, el president és Yves Rome (PS)

## Antics presidents del Consell
| Nom | Nom                   | Dates de mandat | Dates de mandat | Partit           |
| --- | --------------------- | --------------- | --------------- | ---------------- |
|     | Jean Biondi           | 1945            | 1949            | SFIO             |
|     | François Bénard       | 1949            | 1978            | Gaullista        |
|     | Michel Dupuy          | 1978            | 1979            | Divers droite    |
|     | Marcel Ville          | 1979            | 1982            | PS               |
|     | Henri Bonan           | 1982            | 1985            | PS               |
|     | Jean-Pierre Balligand | 1985            | 2004            | RPR, després UMP |
|     | Yves Rome             | 2004            | -               | PS               |

## Composició
El març de 2011 el Consell General de l'Oise era constituït per 41 elegits pels 41 cantons de l'Oise.
| Partit                        | Sigles | Electes |
| ----------------------------- | ------ | ------- |
| Majoria (25 escons)           |        |         |
| Partit Socialista             | PS     | 19      |
| Partit Comunista Francès      | PCF    | 2       |
| Divers gauche                 | DVG    | 1       |
| Partit Radical d'Esquerra     | PRG    | 3       |
| Oposició (16 escons)          |        |         |
| Unió pel Moviment Popular     | UMP    | 14      |
| Divers Droite                 | DVD    | 2       |
| President del Consell General |        |         |
| Yves Rome (PS)                |        |         |